# Kosei Kitauchi
Kosei Kitauchi (北内 耕成 Kitauchi Kosei?, nacido el 25 de abril de 1974 en Kochi) es un exfutbolista japonés. Jugaba de centrocampista y su único club fue el Sagan Tosu de Japón.

## Trayectoria

### Clubes
| Club       | País  | Año         |
| ---------- | ----- | ----------- |
| Sagan Tosu | Japón | 1997 - 2002 |